# Annon Vin
Annon Vin is een Duitse progressivemetalband. De band werd in 1992 opgericht in Hessen.
Inmiddels is de band uit elkaar gegaan en zijn de leden allemaal hun eigen weg gegaan:
- Brenneis is de vaste bassist in de bands Schaffrath en The Lifelong Project.
- Grosch speelt momenteel in de band Mekong Delta.
- Ruppel drumt bij TellTaleHard

## Leden
- Tom Brenneis - bassist, vocalist
- Erik Grosch - gitarist
- Uwe Ruppel - drummer

## Discografie
- 1996 - A New Gate (Zardoz)
- 1993 - " Highers Spheres"